# Персональні пенсії в СРСР
Персональні пенсії в СРСР — пенсії, що встановлювалися особам, які, відповідно до діючого законодавства СРСР, важалися такими, що «мають особливі заслуги перед Радянською державою в галузі революційної, державної, громадської і господарської діяльності або видатні заслуги в галузі культури, науки і техніки» .

## Історія встановлення
Створення системи для призначення підвищених («посилених») пенсій, порівняно із рівнем пенсійного забезпечення робітничого класу,  для певних категорій працівників було розпочате від приходу до влади РСДРП(б)  у Радянській Росії. Перші відомі окремі постанови ВЦВК були прийняті у квітні 1919 року . Вперше наявність «великих заслуг перед державою» як самостійна підстава посиленого пенсійного забезпечення вводиться неопублікованим Декретом РНК від 25 березня 1920 року. Збільшені пенсії також призначалися членам сімей на випадок смерті осіб, що мали «великі заслуги перед Радянською республікою»: до 4-разової мінімальної тарифної ставки. При наявності «особливо великих заслуг» годувальника пенсії підвищувалися до 5-разової мінімальної ставки на сім'ю.
У період «воєнного комунізму» більшовицькою владою встановлювався тотальний державний контроль над усіма галузями економіки, що неминуче призводило до стрімкої бюрократизації управлінського апарату. Це обумовлювало коло суб'єктів пенсійного забезпечення. Декрет про офіційне введення пенсійного забезпечення чиновників в умовах воєнного часу і гострого дефіциту бюджетних коштів не публікується, бо це було занадто зухвалим на той момент. Однак статистика призначень пенсій за особливі заслуги перед державою показує, що основна частка таких пенсій припадала саме на радянських чиновників — високопосадовців і членів їх семей. В цей період із загальної маси службовців у складі суб'єктів, уповноважених на отримання пенсійного забезпечення, особливо виділяються державні чиновники,— головна опора більшовицької влади в реалізації політики «воєнного комунізму», щодо яких починає складатися система радянського пенсійного забезпечення за особливі заслуги .